# Russische marine
De Russische marine of VMF (Russisch: Военно-морской флот (ВМФ); Vojenno-morskoj flot (VMF); "Militaire Maritieme Vloot") is de maritieme tak van de strijdkrachten van de Russische Federatie. De internationale aanduiding voor Russische marineschepen is "RFS" - "Russian Federation Ship".

De huidige Russische marine werd gevormd uit de marine van de Sovjet-Unie na het uiteenvallen van de Sovjet-Unie aan het einde van de Koude Oorlog in 1991.

Geus (vlag) van de Russische marine

De Russische marine bezit het merendeel van de Sovjet-marinestrijdkrachten, die zijn verdeeld over de Noordelijke Vloot, Pacifische Vloot, de Zwarte Zeevloot, de Baltische Vloot, Kaspische Flottielje, Marineluchtvaartdienst, Marine-infanterie en de Kustartillerie.

Vlag van de Russische marine sinds 2000

## Oorsprong
De oorsprong van de Russische marine kan terug geleid worden naar de periode tussen de 4e eeuw en de 6e eeuw, toen de Vroege Slaven in conflict waren met het Byzantijnse Rijk. De eerste Slavische flottieljes bestonden uit kleine zeilschepen en roeiboten, die zeewaardig waren en konden navigeren in de rivierbeddingen. Tussen de 9e eeuw en de 12e eeuw waren er flottieljes van het Kievse Rijk bestaande uit honderden schepen met een, twee of drie masten. De inwoners van Novgorod staan erom bekend dat ze militaire campagnes hebben uitgevoerd in de Oostzee, bijvoorbeeld de verovering van Sigtuna in 1187. De Ladja (ладья in Russisch of zeeboot) was een typische boot in gebruik door het leger van Novgorod (lengte 30 m, breedte 5 tot 6 m, 2 of 3 masten, 50 à 60 man). Er waren ook kleinere zeilboten en roeiboten voor zeilen op de rivieren en meren. In de 16e eeuw en de 17e eeuw voerden de Kozakken militaire campagnes uit tegen het kanaat van de Krim en het Ottomaanse Rijk met zeilboten en roeiboten. Deze boten konden 80 man meenemen. De Kozakse flottieljes bestonden uit 80 tot 100 boten.
De gecentraliseerde Russische staat heeft gevochten voor haar eigen toegang tot de Oostzee, Zwarte Zee en de Zee van Azov sinds de 17e eeuw. Aan het eind van deze eeuw hadden de Russen waardevolle ervaring opgedaan in het gebruik van rivierboten in combinatie met landstrijdkrachten. Onder tsaar Michaël I werd de eerste driemaster in Rusland gebouwd (1636). Het werd gebouwd in Balachna door Deense scheepsbouwers uit Holstein volgens Europees ontwerp. Tussen 1667 en 1669 probeerden de Russen zelf schepen te bouwen in het dorp Dedinovo aan de Oka om de handelsroutes langs de Wolga te verdedigen, die naar de Kaspische Zee leidden. In 1668 bouwden ze een 26-kanons schip, Orjol ("adelaar"), een jacht, een boot met mast en boegspriet en een aantal roeiboten.
Gedurende het grootste deel van de 17e eeuw voeren Russische kooplieden en Kozakken over de Witte Zee met tweemasters de rivieren Lena, Kolyma en Indigirka te onderzoeken en stichtten nederzettingen in de Amoer. De Russische ontdekkingsreiziger Semjon Dezjnjov voer in 1648 de gehele lengte van het tegenwoordige Rusland af door de Noordelijke IJszee, rondom het Tsjoektsjenschiereiland, door de Beringstraat naar de Grote Oceaan.

## Russische Keizerlijke Marine
De Russische Keizerlijke Marine was de marine van het tsaristische Rusland. Deze zeemacht is regulier ontstaan onder de heerschappij van Peter de Grote.
Na de overwinning van de bolsjewieken in de Russische Burgeroorlog zijn de restanten van de marine opgenomen in de marine van de Sovjet-Unie.

## Moderne Russische marine

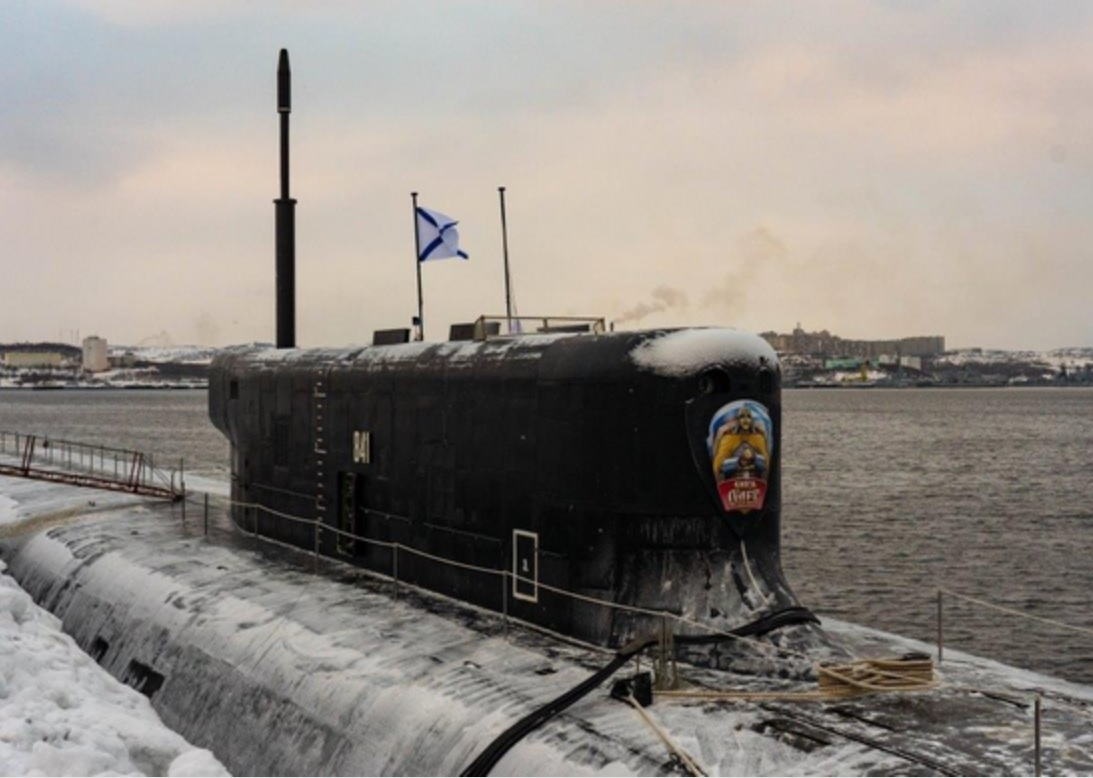
De Knyaz Oleg strategische raket-onderzeeboot

Het uiteenvallen van de Sovjet-Unie leidde tot een teloorgang van de Russische marine. Defensiebudgetten werden gekort. Vele schepen werden gesloopt of aan de kant gelegd als accommodatie bij marinebases en het bouwprogramma werd in eerste instantie stopgezet. Toch was Sergej Gorsjkovs opbouw tijdens de Sovjetperiode meer gericht op schepen dan ondersteuningsfaciliteiten en hij hield ook schepen in dienst die eigenlijk uit dienst moesten, wat ook voor reductie zorgde. Wat het erger maakte was het onpraktisch grote aantal aan verschillende schepen. De Sovjetmarine had in de jaren tachtig bijna 250 verschillende scheepstypen in dienst. De Kiev-klasse-vliegdekkruisers en vele andere schepen gingen vervroegd uit dienst en het onafgewerkte vliegdekschip Varjag werd verkocht aan de Volksrepubliek China. Fondsen werden alleen gegeven aan schepen die al besteld waren in het Sovjettijdperk of aan reparaties aan schepen in dienst. De constructietijd voor deze schepen werden echter erg lang. In 2003 werd er gerapporteerd dat er aan de Akoela-klasse-SSN Nerpa al vijftien jaar werd gebouwd. De opslag van uit dienst genomen atoomonderzeeboten in havens zoals Moermansk werd ook een groot probleem. Marinebases buiten Rusland, zoals Cam Ranh Bay in Vietnam, werden gesloten, met uitzondering van de bases op de Krim, geleased van Oekraïne om de Zwarte Zeevloot te ondersteunen.
De Marineluchtvaartdienst van de Sovjet-Unie klapte ook in elkaar, van ongeveer 60.000 man en 1.100 vliegtuigen in 1992, tot 35.000 man en 270 vliegtuigen in 2006. In 2002 waren van de 584 bemanningen slechts 156 klaar voor actie en maar 77 klaar voor nachtvluchten.
Training en paraatheid hadden het ook zwaar. In 1995 waren er slechts twee raket-onderzeeboten tegelijk in onderhoud, van de Noordelijke en Pacifische Vloot. Dit leidde tot de ramp met de Koersk tijdens de oefeningen van de Noordelijke Vloot die de publicatie van een nieuwe marine doctrine moest ondersteunen. De oefening, met ongeveer 30 onderzeeërs en oppervlakteschepen, zou samen moeten vallen met de uitzending van de Admiraal Koeznetsov battle group in de Middellandse Zee.
In 2006 had de Russische marine 50 kernonderzeeboten, in tegenstelling tot 170 in 1991, maar slechts 26 waren operationeel. Nu zijn er nog elf strategische raket-onderzeeboten, tien tactische raket-onderzeeboten en elf aanvalsonderzeeboten met nucleaire aandrijving.

### Scheepsbouw

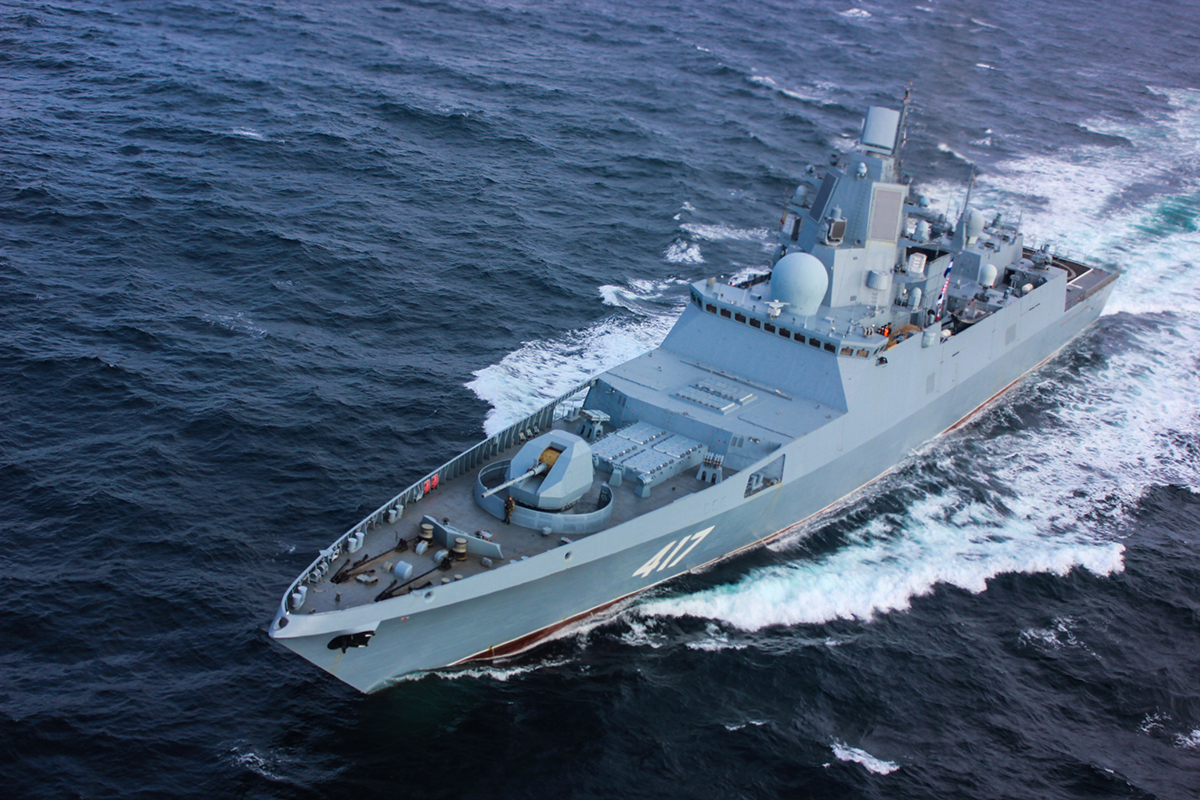
De Admiral Gorsjkov in 2018

De recente heropleving van de Russische economie heeft geleid tot een hoger defensiebudget en een stijging van het aantal scheepsbouwprojecten, geconcentreerd op onderzeeboten zoals de conventionele Lada-klasse en nucleaire Jasen-klasse. Sommige oudere schepen zijn ook opnieuw uitgerust. De Steregoesjtsji-klasse-korvetten, waarvan het hoofdschip werd neergelegd op 21 december 2001, is het eerste nieuwe oppervlakteschip dat gebouwd werd na het uiteenvallen van de Sovjet-Unie. In 2018 ging de Admiral Gorsjkov in dienst als eerste van 15 fregatten van zijn klasse.

### Verhoging in activiteit
Eind jaren negentig lag de activiteit laag. Zelfs op het hoogtepunt van de Kosovo-oorlog werd een geplande uitzending van een gehele slaggroep beperkt tot de uitzending van het inlichtingenschip Liman. 
2003 zag een enorme groei in activiteit waaronder enkele grote oefeningen. En oefening in mei met de Indische marine hield in dat er twee torpedojagers van de Pacifische Vloot en vier schepen van de Zwarte Zeevloot, geleid door de Moskva, voor drie maanden naar de Indische Oceaan gestuurd werden. De grootste oefening sinds jaren was de INDRA 2003, waarbij twee Toepolev Tu-160's raketten lanceerden en vier Toepolev Tu-95's 5.400 zeemijl vlogen van luchtmachtbasis te Engels bij Saratov naar het oefengebied. 
In augustus 2003 participeerde de marine ook in oefening Vostok-2003 in het Verre Oosten, waarbij de Varjag en Sovremenny-klasse-torpedojager Bystry werden ingezet, alsook een amfibische landing, uitgevoerd door drie landingsvaartuigen van de Pacifische Vloot. Oorlogsschepen en helikopters van de Japanse en Zuid-Koreaanse marines deden daar ook aan mee. 
De Noordelijke Vloot volgde in januari 2004 toen dertien schepen en zeven onderzeeboten meededen aan oefeningen in de Barentszzee. Het meedoen van de Admiral Koeznetsov en de Peter Veliki werd overschaduwd door twee mislukte lanceringen van ballistische raketten, die nog erger werden omdat Vladimir Poetin aanwezig was als toeschouwer. Dit kostte de commandant van de marine zijn baan.
De marine bleef in verlegenheid gebracht worden, door een incident met een zeemijn tijdens oefeningen voor de jaarlijkse viering van Marinedag door de Baltische vloot op de laatste zondag van juli 2005 en doordat de Priz-klasse-onderzeeboot AS-28 in augustus 2005 in het Verre Oosten gered moest worden door een Brits-Amerikaans samenwerkingsverbond met behulp van een onbemande miniduikboot van de Royal Navy.

### Structuur

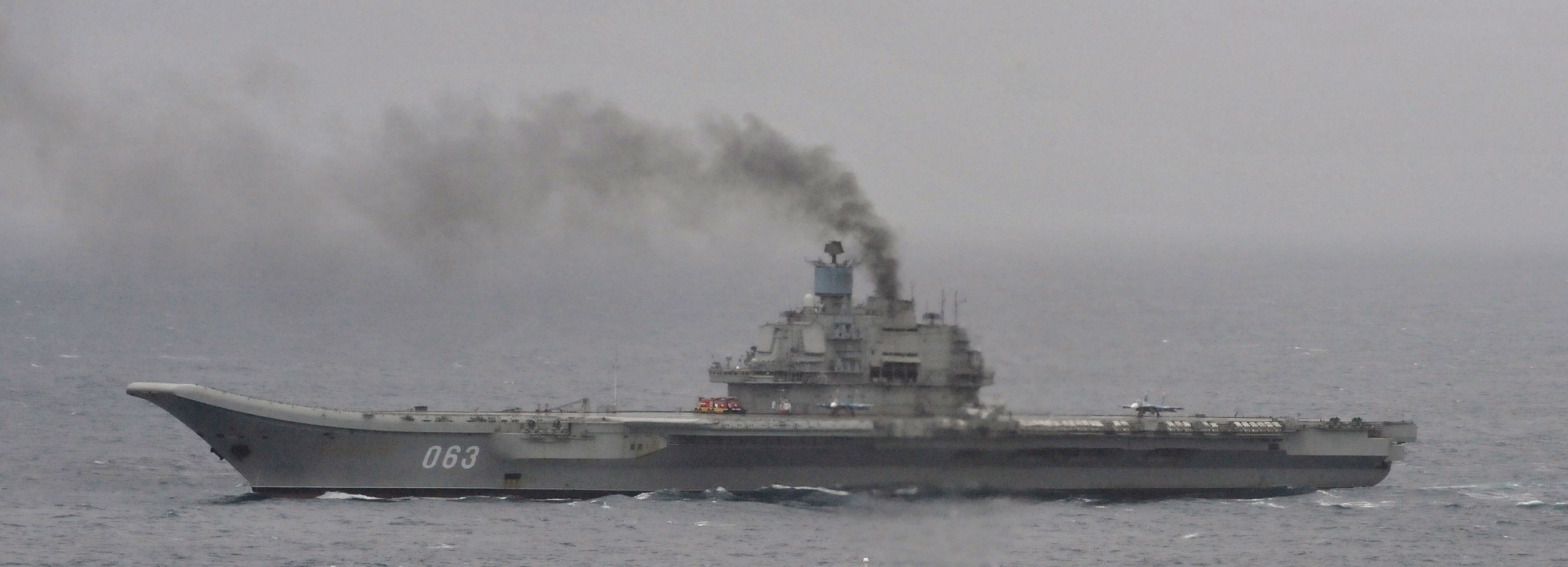
De Admiral Koeznetsov

In 2016 telde de marine volgens het Internationaal Instituut voor Strategische Studies 142.000 man.
In totaal zijn er 361 vaartuigen: 234 oppervlakteschepen en 67 onderzeeboten.
De oppervlakteschepen omvatten een vliegdekschip, twee slagkruisers, twee kruisers, 10 torpedojagers, 11 fregatten, 81 korvetten, 21 landingsschepen voor tanks, 40 landingsvaartuigen, 18 speciale schepen, 4 patrouillevaartuigen, 57 patrouilleboten en 47 mijnenvegers.
De onderzeeboten omvatten 11 strategische raket-onderzeeboten, 10 tactische raket-onderzeeboten, 11 nucleair aangedreven aanvalsonderzeeboten, 22 aanvalsonderzeeboten met dieselelektrische aandrijving en acht speciale onderzeeboten.
De Russische marine heeft haar hoofdkwartier in Sint-Petersburg en bestaat uit vier vloten en een flottielje:
- Noordelijke Vloot heeft haar hoofdkwartier in Severomorsk en verspreid over verschillende bases rond Moermansk. Dit is de hoofdvloot van de Russische marine en telde in 2004 ongeveer 55.000 man. De vloot telt elf strategische raket-onderzeeboten, waarvan vier in reserve. Verder 22 tactische raket-onderzeeboten: 16 kernonderzeeërs met kruisraketten en 6 aanvalsonderzeeboten. Het telt 11 oppervlakteschepen: het enige vliegdekschip Admiraal Koeznetsov, de twee Kirov-klasse-slagkruisers Admiral Nachimov en Peter Veliki, een Slava-klasse-kruiser Admiral Ustinov, vier Oedaloj-klasse-torpedojagers, een Sovremenny-klasse-torpedojager en twee Admiral Gorsjkov-klasse-fregatten. Daarbij komen naar schatting 26 patrouille- en kustvaartuigen, 18 mijnenleggers en mijnenvegers, 8 amfibische transportschepen en meer dan 130 ondersteuningsschepen.
- De Pacifische Vloot is gelegerd rond Vladivostok en Petropavlovsk-Kamtsjatski, bestaande uit 15 onderzeeboten en acht oppervlakteschepen: de kruiser Varjag en vier Oedaloj-klasse-torpedojagers. Er zijn 30 kustvaartuigen, 8 mijnenleggers en mijnenvegers, 4 amfibische schepen, en 57 ondersteuningsschepen.
- De Zwarte Zeevloot heeft haar basis in de baaien van Sebastopol, Karantinnaja en Streletskaja bij Sebastopol en in Novorossiejsk. Het heeft een Kilo-klasse-onderzeeboot met dieselelektrische aandrijving, Kertsj, twee Krivak-klasse-fregatten en 3 fregatten van de Admiral Grigorovitsj-klasse. Tot half april 2022 beschikte de vloot over het vlaggenschip en Slava-klasse-kruiser Moskva.[2]
- De Baltische Vloot is gestationeerd in Kronsjtadt en Baltiejsk en bestaat uit twee Kilo-klasse-onderzeeboten met dieselelektrische aandrijving, een Sovremenny-klasse-torpedojager, twee Neoestrasjimy-klasse-fregatten. Het bevat ook ongeveer 26 patrouillevaartuigen, 13 mijnvaartuigen, 5 amfibische schepen en ongeveer 130 ondersteuningsschepen.
- Kaspische Flottielje gestationeerd te Astrachan en Machatsjkala: 2 fregatten van de Gepard-klasse en 7 korvetten.